# Миодраг Тодоровић Крњевац
Миодраг Тодоровић Крњевац (Ратари, 1924 — Београд, 1991) био је српски хармоникаш и композитор. Крњевац је био један од најпознатијих српских хармоникаша као и композитор народне музике.

## Биографија
Рођен је 10. фебруара 1924. године у селу Ратари код Смедеревске Паланке. Надимак Крњевац је добио по оцу Александру Тодоровићу (1905—1942) који је рођен у селу Крњеву. Управо је отац утицао на њега да почне да свира и заволи хармонику.
Почиње да се бави музиком носећи у себи од детињства мелодије родног краја. Прва композиција коју је компоновао, била је забавна песма или тзв. шлагер „Само твоје плаве очи”. Компоновао је преко 700 песама од којих су неке бисери српске народне музике. Међу њима су песме: „Знаш ли драги ону шљиву ранку”, „Ој, Мораво, ој ...”, „Шумадијо родни крају”, „Бисенија кћери најмилија”. Од других песама његовог стваралаштва које су остале запамћене су песме: „Слику твоју љубим” (Тома Здравковић), „За љубав твоју” (Бора Дрљача), „Лудујем за тобом” (Силвана Арменулић) и „Љубав ми срце мори” (Предраг Гојковић Цуне).
Имао је сина Александра и ћерке Љиљану и Бранку. Преминуо је 25. септембра 1991. године. Савез естрадно-музичких уметника Србије му је 2019. године постхумно доделио признање "Национални естрадно-музички уметник Србије".

## Најпознатије песме
- Ако ме још волиш (Маринко Роквић)
- Бисенија, кћери најмилија (Предраг Цуне Гојковић)
- Босанка сам (Нада Мамула)
- Босиоче мој зелени (дует Живка Милошевић - Јелена Алексић)
- Васојевка (Бранка Шћепановић)
- Данас једна, сутра друга (Сафет Исовић)
- Дано, Данче, Дануле (Душица Билкић)
- Дочекај ми, мајко, свате (Божидар Иванишевић)
- Живјети се мора (Борислав Бора Дрљача)
- За љубав твоју (Борислав Бора Дрљача)
- Зашто свићеш тако рано (Нестор Габрић)
- Знаш ли драги ону шљиву ранку (Нада Мамула)
- Иде путем Илија (дует Живка Милошевић - Јелена Алексић)
- Ја не жалим очи своје (Лепа Лукић)
- Ја посадих једну ружу белу (Предраг Цуне Гојковић)
- Јесен прође ја се не ожених (Тома и Андрија Бајић)
- Јесен стиже јабуке и крушке зрију (Гордана Гоца Стојићевић)
- Јесен стиже рана (Зоран Гајић)
- Јесил' чуо мили роде (Душан Николић)
- Како је птици без луга (Драгиша Голубовић)
- Козбаша (Добривоје Топаловић)
- Крај Мораве бели багрем цвета (Предраг Цуне Гојковић)
- Лепо ти је бити чобаница (Лепа Лукић)
- Ливадица, около јасење (Мила Лекић)
- Лудујем за тобом (Силвана Арменулић)
- Љубав ми срце мори (Предраг Цуне Гојковић)
- Мјесечино моја ноћи блага (Слободан Лалић)
- Мој драгане што ме заборављаш (Лепа Лукић)
- Мој мили стари доме (Драгољуб Лазаревић)
- На Морави воденица стара (Мирослав Илић)
- На крају града (Миодраг Миле Богдановић)
- На пропланку покрај пута (Аземина Грбић)
- Набрала је девојка (Душан Николић)
- Ништа лепше од наше сељанке (Бора Спужић Квака)
- Ој Мораво, ој (Предраг Цуне Гојковић)
- Од када се растадосмо (Предраг Цуне Гојковић)
- Под прозором цветала ми лала (Нада Мамула)
- Пролази јесен (Предраг Цуне Гојковић)
- Промиче момче кроз село (дует Живка Милошевић - Јелена Алексић)
- Родитељска здравица (Милан Бабић)
- Свирајте ми ноћас опет (Бора Спужић Квака)
- Сећај се срце (Хашим Кучук Хоки)
- Сећаш ли се драга оног места (Миодраг Тодоровић Крњевац)
- Ситно писмо (Недељко Билкић)
- Слику твоју љубим (Томислав Тома Здравковић)
- Тарабе сам прескакао (Недељко Билкић)
- Ти си моје пролеће живота (Томислав Тома Здравковић)
- Ти у срцу растеш мом (Неџад Салковић)
- У ливади под јасеном (дует Живка Милошевић - Јелена Алексић)
- Хајрудине, мили сине (Предраг Цуне Гојковић)
- Шумадија у јесење дане (Мирослава Мира Васиљевић и Ђердан)
- Шумадијо шумовита (Александар Аца Трандафиловић)